# Þorsteins þáttr uxafóts
Þorsteins þáttr uxafóts es una historia corta islandesa (þáttr) de talante fantástico y sobrenatural que trata de un héroe llamado Þorsteinn que se enfrenta a unos trolls, unos vivos y otros muertos, que tienen en vilo a su comunidad. Tiene características en común con Orms þáttr Stórólfssonar y fueron dos relatos muy populares en su época. A pesar de que Islandia no adoptó la nueva fe hasta cien años más tarde, la inserción de este pattr en la literatura de la historia de Islandia sugiere que desde el mismo momento de su colonización, Islandia no era tan pagana como se podía esperar. Joseph Harris la encuadra dentro de los relatos de «contacto pagano», escritas en el periodo de la conversión hacia la cristianización de Islandia.

## Sinopsis
El relato comienza con una descripción de como Islandia aprobó su primer conjunto de leyes, mientras que el país todavía estaba bajo influjo del paganismo. A continuación, se hace referencia a la concepción de su héroe. Ivarr Ijomi (su apodo significa «rayo» o «rayo de luz»), un orgulloso noruego de buena apariencia y bien posicionado que viaja a la isla por negocios. Su anfitrión le invita a pasar el invierno con él y pide a su hermana muda que se preste a lo que necesite el invitado, y finalmente se queda embarazada. Ivarr niega que el niño sea suyo y regresa a Noruega. El bastardo se llama Þorsteinn y es criado por su madre y su tío. Durante su juventud, Porsteinn sueña que es invitado dentro de un túmulo, donde vive el alma del difunto Brynjarr, vestido de rojo. Una vez dentro, ve a dos grupos de hombres sentados uno frente a otro, el de la derecha son los hombres de Brynjarr, que también son de aspecto agradable y vestidos de rojo; a la izquierda están los hombres de Oddr, hermano de Brynjarr. Ellos y su líder tienen apariencia desagradable y visten de azul. Oddr exige al otro grupo que pague un dinero, uno a uno. Todo el mundo paga sin rechistar a excepción de Porsteinn, que asesta a Oddr un golpe de su hacha. Se desata una pelea entre los dos grupos, Porsteinn se percata que los hombres a los que mata permanecen muertos, pero los golpeados por sus compañeros de lucha se recuperan. Porsteinn arregla para matar a todos los hombres vestidos de azul y Brynjarr le recompensa con oro y los medios mágicos para sanar a su madre y recuperar la voz. También le dice a Porsteinn que debe ir al extranjero y aceptar el cambio en la nueva fe (cristianismo). Brynjarr explica que la nueva religión es mucho mejor para aquellos que siguen vivos, pero más difícil para los que no fueron educados en ella como él y su hermano. Brynjarr le pide Porsteinn tener un hijo con el nombre Brynjarr. Porsteinn viaja a Noruega, para convertirse al cristianismo mientras luchaba con un trol en Heidarskogr. Þorsteinn lleva a cabo grandes hazañas hasta que Ivarr Ijomi se ve obligado a reconocer la paternidad, y luego es bautizado por Olaf I de Noruega. Más tarde muestra su fuerza arrancando una pata de un buey vivo adquiriendo así su apodo (pata de buey). Los troles reaparecen en Heidarskogr y son expulsados por Þorsteinn. Se casa y tiene un hijo al que llama Brynjarr, pero acompaña a Olaf y muere defendiéndolo en el buque insignia «Serpiente Larga» en la batalla de Svolder.